# Kuhhund
Der Westerwälder- und Siegerländer Kuhhund ist ein Hundetyp aus den namensgebenden Regionen. Er gehört zu den altdeutschen Hütehunden, die seit Jahrhunderten ihre Arbeit an Herden verrichten. Im Nassau’schen Weisthum, einer Sammlung alter Gewohnheitsrechte, wurden diese Hunde schon im Jahr 1465 als Hüter von Kuhherden erwähnt.

## Beschreibung
Wie andere alte Hundeschläge aus Arbeitslinien wurden sie nicht wegen ihres Aussehens, sondern um der Leistung willen gezüchtet. Trotzdem hat sich beim Kuhhund ein einheitlicher Typ herausgebildet: eher quadratisch gebaut, wendig, bei einer Größe von etwa 45 bis 55 cm. Das Fell kann einfarbig sandfarben bis rötlich braun, auch an den Haarspitzen dunkler gefärbt, „berußt“ sein. Es gibt Hunde mit oder ohne dunkler Maske, auch mit weißen Abzeichen an Kopf, Hals, Brust und Beinen. Die Ohren sind meistens gekippt, seltener stehend oder hängend. Der Kopf ist in der Regel gedrungen und kurz, mit einem mittleren Stopp (Stirnansatz). Die Rückseite der Vorderläufe ist „befedert“, hat also längere, fransige Haare. An den Hinterbeinen sind „Hosen“ ausgebildet. Die Rute ist lang und stärker behaart. Wie bei den übrigen Schlägen der altdeutschen Hunde kommen auch bei den Kuhhunden Tiere mit kurzen Ruten, sogenannte Naturstumper vor.

## Wesen
Die Arbeitsgemeinschaft zur Zucht Altdeutscher Hütehunde (AAH) beschreibt Kuhhunde als „frühreif, intelligent, durchsetzungsfähig, ausdauernd, belastbar, genügsam, anhänglich und treu“. Sie vererben einen guten Hüteinstinkt, der aufgrund seiner Selbstständigkeit auch ohne Befehl zu Tage treten kann. Die Erziehung des Hundes verlangt eine klare Führung und Konsequenz.

## Verwendung
Fuchsfarbene Kuhhunde wurden bis in die zweite Hälfte des zwanzigsten Jahrhunderts im Westerwald und Siegerland zum Hüten von Kuhherden verwendet. Die Kuhhirten sicherten mit dem Ziel leistungsfähiger und zuverlässiger Hunde, die sie für ihre Arbeit benötigten, auch die Reinzucht der Rassen.
Während die Siegerländer Kuhhunde Kuhherden im Eichenniederwald hüteten und auf diese Arbeit spezialisiert waren, wurden Kuhherden im Westerwald über Feldwege auf eigene Parzellen getrieben, wo sie gehütet wurden.
Heute werden Kuhhunde vor allem bei Milch- und Ammenkühen eingesetzt. Sie treiben die Herde und schützen die Menschen, die mit ihnen arbeiten.

## Gefährdung und Schutz
Die Gesellschaft zur Erhaltung alter und gefährdeter Haustierrassen e. V. (GEH) führt den Westerwälder Kuhhund in der Roten Liste der gefährdeten Rassen als extrem gefährdet und damit in Kategorie I. Für den Erhalt der Rasse engagiert sich die Arbeitsgemeinschaft zur Zucht Altdeutscher Hütehunde. Sie führt ein Zuchtbuch für die Rasse. 2014 gab es bei drei Würfen elf Welpen, bei einem Wurf war ein Mitteldeutscher Fuchs das Vatertier. Die GEH hat für den Westerwälder Kuhhund eine Rassebetreuerin eingesetzt.
Auch bei dem Harzer Fuchs handelte es sich ursprünglich um einen Kuhhund des Harzes. Dieser entwickelte sich jedoch im Laufe der Zeit durch Einkreuzung mit roten Schafhunden zu einem Schafhund. Zur Vermeidung eines ähnlichen Fortganges dürfen die Westerwälder und Siegerländer nur nach den Regeln der AAH gezüchtet werden; insbesondere dürfen sie nicht etwa mit anderen Altdeutschen verpaart werden.
Für 2020 und 2021 ernannte die Gesellschaft zur Erhaltung alter und gefährdeter Haustierrassen den Kuhhund zusammen mit dem Pustertaler Rind zur Gefährdeten Nutztierrasse des Jahres.

## Galerie

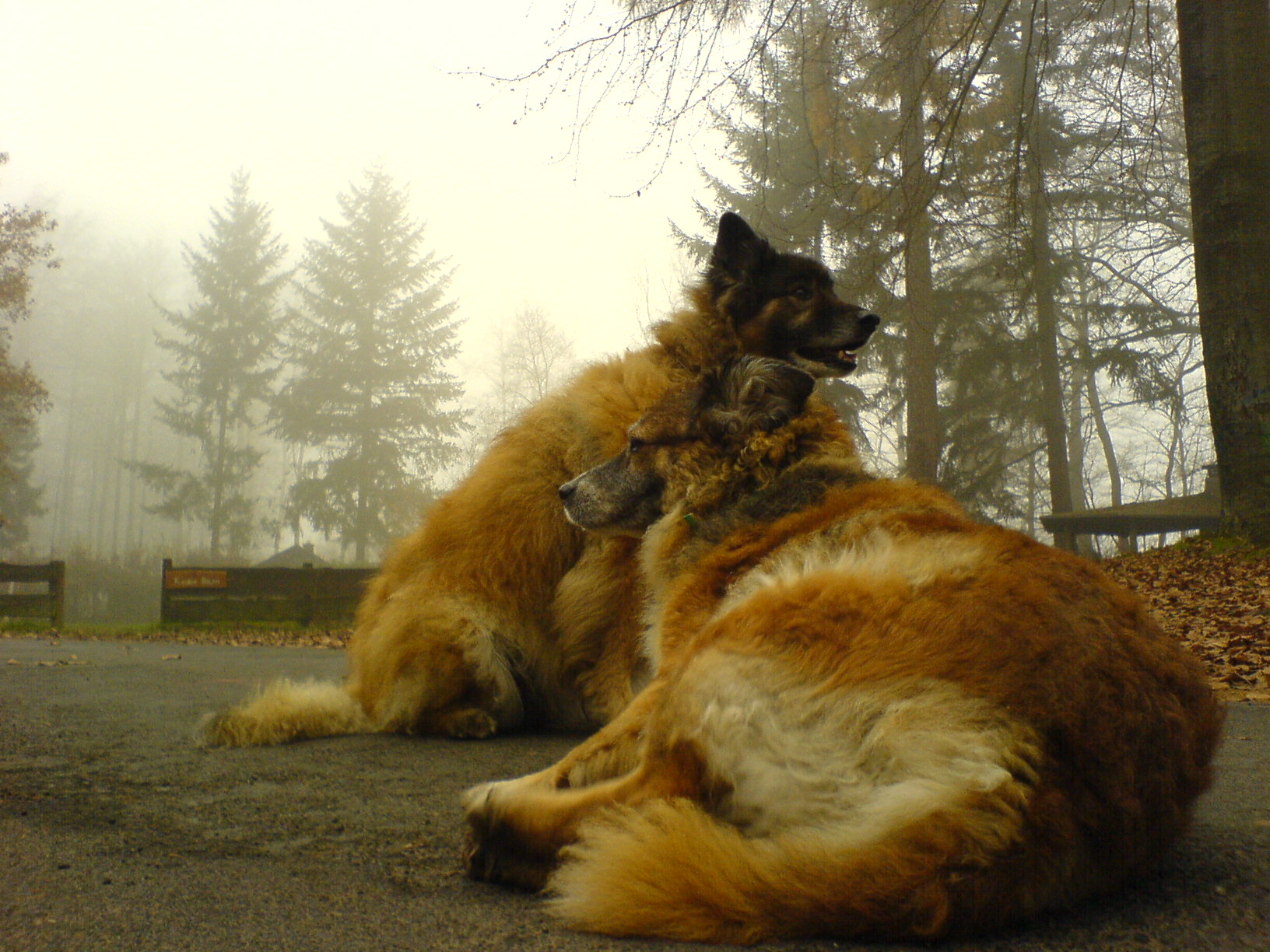
Stark behaarte Rute, kein Naturstumper
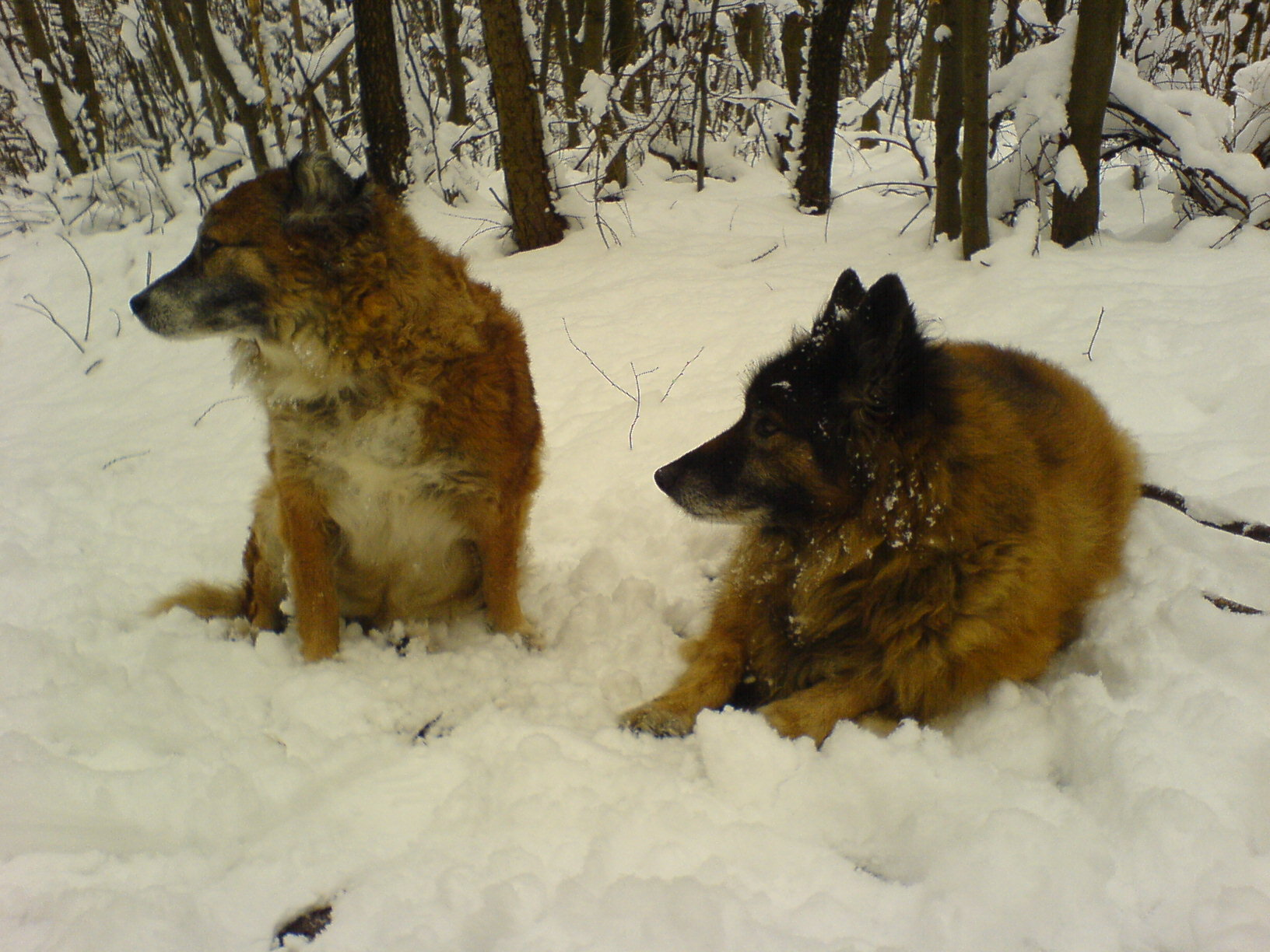
Mittlerer Stopp
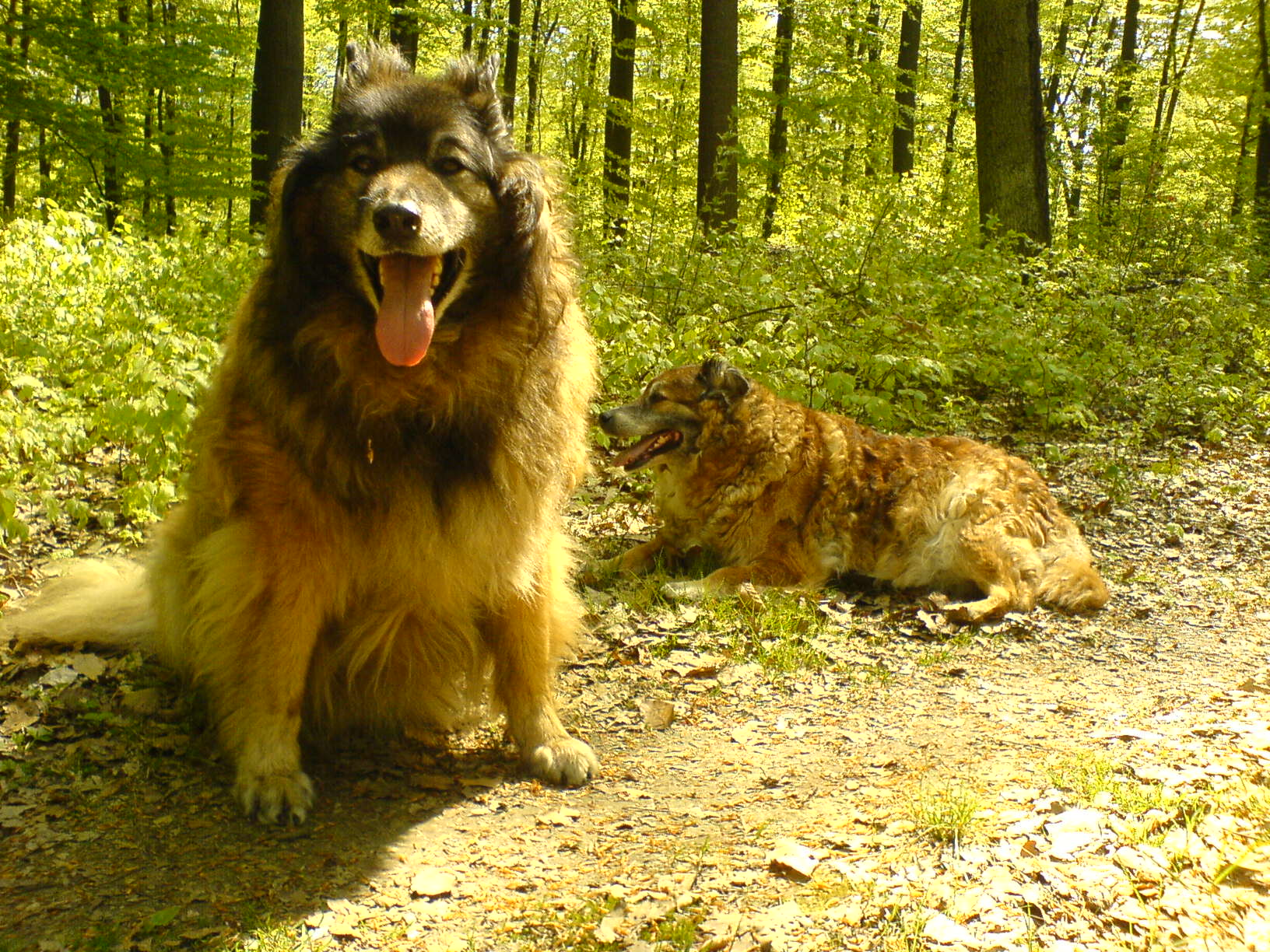
Unterschiedliche Fellstrukturen